# Замешина-Владомирская, Екатерина Васильевна
Екатерина Васильевна Замешина-Владомирская (урождённая Азбукина, в первом браке Замешина; 1888, Бобруйск, Минская губерния — 14 июля 1970) — белорусская театральная актриса

 и танцовщица

.

## Биография
Родилась в Бобруйске. Происходила из семьи потомственного дворянина, коллежского асессора Василия Николаевича Азбукина (1857 — ?), непременного члена по крестьянским делам. Её родным братом был Николай Васильевич Азбукин.
До революции преподавала в одной из бобруйских женских гимназий, среди её учениц была Наталья Ивановна Чекалинская, будущая учёная-ботаник.
В начале 1930-х годов отец и брат К. Замешиной-Владомирской были арестованы и домой уже не вернулись.
В 1936 году руководила самодеятельным кукольным театром при Дворце пионеров и школьников в Минске. Она была директором и художником-оформителем кукольных представлений.

## Семья
- первый муж Замешин, не вернулся с Гражданской войны
- второй муж Владимир Малейко (Владомирский) — белорусский актёр
  - сын Борис Владимирович Владомирский — актёр, женился на актрисе Галине Ивановне Владомирской[вд], дочери учёного-дендролога Натальи Ивановны Чекалинской
    - внук Александр Борисович Владомирский[вд] — актёр, женился на актрисе Елене Николаевне Пастревич[вд].

## Профессиональная деятельность
В 1920—1921 годах была актрисой Второго Красноармейского показательного театра при политотделе 16-й армии Западного фронта.
Позже работала в Купаловском театре.

### Фильмография
- 1960—1961 — «Первые испытания» — бабка Параска

## Наследие
Творческие документы К. Замешиной-Владомирской: фотографии в ролях и сценах из спектаклей, сыгранных в Бобруйском гарнизонном театре, в БДТ и БДТ-1, её фотографии частично хранятся в БГАМЛИИ в ф. 229.